# I Wanna Rock
«I Wanna Rock» es un sencillo de la banda Twisted Sister, publicado por primera vez en 1984 en el álbum Stay Hungry por el sello discográfico Atlantic Records.
La clave de su éxito puede encontrarse en su estribillo simple y pegadizo o la naturaleza cómica de su videoclip. La letra no habla de nada en particular, es más que nada una exclamación de querer salir adelante con el rock 'n' roll.
A pesar de su contenido hilarante, el video fue acusado y criticado por contener retratos de violencia contra maestros, convirtiéndose a sí en una de las canciones más incomprendidas del género y uno de los factores que más problemas les trajo a Twisted Sister, atrayendo críticas de organizaciones conservadoras.
Fue editado como sencillo por primera vez en 1984 junto a una versión en vivo del tema "Burn In Hell" y luego una versión del tema con la introducción del video incluida y el tema "Leader Of The Pack" del álbum "Come Out And Play", en 1985. Al igual que "We're Not Gonna Take It", "I Wanna Rock" es uno de los clásicos inmortales de Twisted Sister y fue nombrada en el programa de VH1 Las 40 Canciones Más Grandiosas del Metal, llegando al puesto 21.

## Apariciones en los medios de comunicación
- La canción ha aparecido en una publicidad de Avis Rent A Car System y Washington Mutual.
- La canción aparece en el triple Play 2002 banda sonora.
- "I Wanna Rock" es el título de la canción para el juego de Will Rock 2003.
- La canción también se puede escuchar en Burnout Paradise de 2008, y en Grand Theft Auto: Vice City, en la estación de radio "V-ROCK".
- La canción es una pista jugable en PlayStation 2 videojuego Guitar Hero Encore: Rocks the 80s como una pista principal. Sin embargo, parece según consta en la nueva versión del álbum Stay Hungry, todavía tiene hambre, así que suena muy diferente a la original. Además, por extraño que parezca, esta canción y el escándalo de "El Guerrero" (que fue también aparece como un tema principal) son los únicos que terminan con un fundido de salida, contrariamente a lo que termina el tratamiento habitual que se les da en otros juegos.
- La canción aparece en la película norteamericana La era del rock interpretada por Diego Boneta
- La canción aparece una vez más en la serie Guitar Hero, en el Guitar Hero Smash Hits de 2009, que incluye canciones favoritas del pasado de juegos de Guitar Hero votado por los fanes, por lo que se aparecen en el juego. El modo de juego en "Smash Hits" es similar a Guitar Hero World Tour, donde la opción de tocar la guitarra, bajo, batería y cantar piezas está disponible.
- Los personajes cantaban, junto a la canción, sonando en la radio del autobús, en la película de 2000 Road Trip.
- Producciones Mackdawg utiliza la canción como la introducción de su película de snowboard 2001 llamado La Resistencia, con el equipo del foro.
- El productor, compositor y músico Tom Rothrock, con el actor, escritor, compositor y músico Jim Wise, grabó una versión de la canción titulada "Goofy Goober Rock" para su uso en Bob Esponja la película.
- Se escuchó también en la película de 2008 The Rocker.
- El guitarrista Jay Jay French hizo una canción política apoyando a Barack Obama, titulado "I Want Barack", con la melodía de la canción.
- La Canción También Aparece En Los Mii Fue Parodiado En El Concierto.
- Nueva Jersey, el cantautor cristiano Playa grabó una versión de "bluegrass" I Wanna Rock "para el álbum de 2008" pelo aparente - El Cuerpo de Hombre Documentos Homenaje al pelo Bandas ". La canción es la música Yankees de Nueva York, el primera base Mark Teixeira de entrada.
- En Cobra Kai En la temporada 3, episodio miyagi-do, sale Dee Snider cantándola antes de que Miguel Díaz pueda mover el pie.

- Datos: Q2697330